# Eldorado (Mau Mau)
Eldorado è il quarto album in studio dei Mau Mau e contiene alcune delle loro canzoni più apprezzate come la title track, Pueblos de Langa e Per Amor.

## Descrizione
È l'album che sancisce la maturità del gruppo, con pezzi unici quale la stessa Eldorado, la Pueblos de Langa in cui si respirano odori di tome e bottiglie di vino, l'epica e struggente Vagamundo ed il singolo molto orecchiabile Per Amor.

Si tratta di un'opera in cui il gruppo non rinuncia alla sperimentazione musicale come in Inferno e dai testi impregnati di profondo ermetismo come in Finisterre.

I temi cari al gruppo si ritrovano Nella città proibita e nei suoi vagabondi in cerca di fortuna.

## Formazione

### Band
- Luca Morino - voce e chitarra
- Fabio Barovero - fisarmonica e tastiere
- Tatè Nsongan - voce e percussioni
- Marco Ciuski Barberis - batteria e percussioni
- Josh Sanfelici - contrabbasso e chitarra
- Davide Rossi - violino
- Roy Paci - tromba
- Davide Graziano - batteria e percussioni
- Andrea Ceccon - tromba

### Musicisti di supporto
- Banda Escola meniños e meniñas de Pelò - ritmiche
- Esmeralda Sciascia - cori
- Mauro Ermanno Giovanardi - cori
- Lucia Tarì - cori
- GiPi Malfatto - trombone
- Gilson Silveira - percussioni
- Cesare Malfatti - chitarra

## Tracce
1. Eldorado – 5:39
2. Inferno – 5:18
3. Nozze – 5:28
4. Pueblos de Langa – 4:05
5. Vagamundo – 4:09
6. Nella città proibita – 4:21
7. Solo Sfiorando – 6:01
8. Per Amor – 3:49
9. Finisterre – 1:41
10. Griòt – 5:56

Tutte le canzoni sono scritte da Fabio Barovero e Luca Morino, tranne Solo Sfiorando scritta da Mauro Ermanno Giovanardi e Luca Morino e Nozze da Luca Morino e Tatè Nsongan.

## Singoli Estratti
- Per Amor
- Eldorado